# Blagovesjtjensk
Blagovesjtjensk (russisk: Благове́щенск, tr. Blagovésjtjensk; dansk: ~ Bebudelsens by; kinesisk: 海兰泡, Hailanpao) er en by i Amur oblast i det Fjernøstlige føderale distrikt i Den Russiske Føderation. Blagovesjtjensk er administrativt center i oblasten, og har 239.864(2024) indbyggere.

## Geografi
Blagovesjtjensk er beliggende på den venstre bred af floden Amur og højre bred af Zejafloden. På den anden side af Amur, 526 m væk, ligger den kinesiske by Heihe.
Blagovesjtjensk er endestation på jerbanelinjen, der går mod syd fra stationen i Belogorsk på den transsibiriske jernbane. Byen ligger på samme breddegrad som Kyiv og det russiske sortjordsområde, på trods af dette er vintrene længere og meget koldere.

### Klima
| J F M A M J J A S O N D 5 −17 −28 4 −12 −24 10 −2 −14 30 10 −2 46 19 5 89 25 13 133 27 16 128 25 14 69 18 7 23 9 −3 12 −6 −16 9 −16 −26 Gennemsnitlige max. og min. temperaturer i °C Nedbørsmængde i mm Kilde: Blagoveshchensk, climate-data.org |           |           |          |         |          |           |           |         |         |           |           |
| J | F         | M         | A        | M       | J        | J         | A         | S       | O       | N         | D         |
| 5 −17 −28 | 4 −12 −24 | 10 −2 −14 | 30 10 −2 | 46 19 5 | 89 25 13 | 133 27 16 | 128 25 14 | 69 18 7 | 23 9 −3 | 12 −6 −16 | 9 −16 −26 |
| Gennemsnitlige max. og min. temperaturer i °C |           |           |          |         |          |           |           |         |         |           |           |
| Nedbørsmængde i mm |           |           |          |         |          |           |           |         |         |           |           |
| Kilde: Blagoveshchensk, climate-data.org |           |           |          |         |          |           |           |         |         |           |           |

| J                                             | F         | M         | A        | M       | J        | J         | A         | S       | O       | N         | D         |
| 5 −17 −28                                     | 4 −12 −24 | 10 −2 −14 | 30 10 −2 | 46 19 5 | 89 25 13 | 133 27 16 | 128 25 14 | 69 18 7 | 23 9 −3 | 12 −6 −16 | 9 −16 −26 |
| Gennemsnitlige max. og min. temperaturer i °C |           |           |          |         |          |           |           |         |         |           |           |
| Nedbørsmængde i mm                            |           |           |          |         |          |           |           |         |         |           |           |
| Kilde: Blagoveshchensk, climate-data.org      |           |           |          |         |          |           |           |         |         |           |           |

Blagovesjtjensk har fastlandsklima med lange, kolde vintre og korte, varme somre. Den koldeste måned er januar med en gennemsnitstemperatur på -21,2 °C, den lavest målte temperatur i Blagovesjtjensk var -37,1 °C. Den varmeste måned er juli med en gennemsnitstemperatur på 22,4 °C, den højest målte temperatur i Blagovesjtjensk var 39,4 °C i juni måned. Den gennemsnitlige årlige nedbør er 567 mm.

## Historie
Amur har udgjort Ruslands grænse til Kina siden Aiguntraktaten i 1858 og Pekingkonventionen fra 1860. Området nord for Amur havde været kontroleret af Qing-dynastiet, indtil det blev afstået til Rusland ved Nertjinsktraktaten i 1889.
Den nuværende by grundlagt i 1856, og blev den militære forpost Ust-Zacky (dansk: ~ Bosættelse ved Zejaflodens udmunding) i 1858. Zar Alexander II gav byen navnet Blagovesjtjensk i 1858, efter Bebudelseskirken og gjorde den til guvernementssæde for Amur guvernement.

## Demografi

### Befolkningsudvikling
| År   | Indbyggere |
| ---- | ---------- |
| 1897 | 32.834     |
| 1913 | 70.000     |
| 1923 | 56.100     |
| 1939 | 58.790     |
| 1959 | 94.746     |
| 1970 | 127.757    |
| 1979 | 171.997    |
| 1989 | 205.553    |
| 2002 | 219.221    |
| 2010 | 214.390    |

Note: Folketællings data (bortset fra 1913 og 1923)

## Administrativ inddeling
Tekst mangler, hjælp os med at skrive teksten

## Seværdigheder
Tekst mangler, hjælp os med at skrive teksten

## Notable bysbørn
- Emilia Schüle, tysk skuespiller